# Ingénierie aéronautique

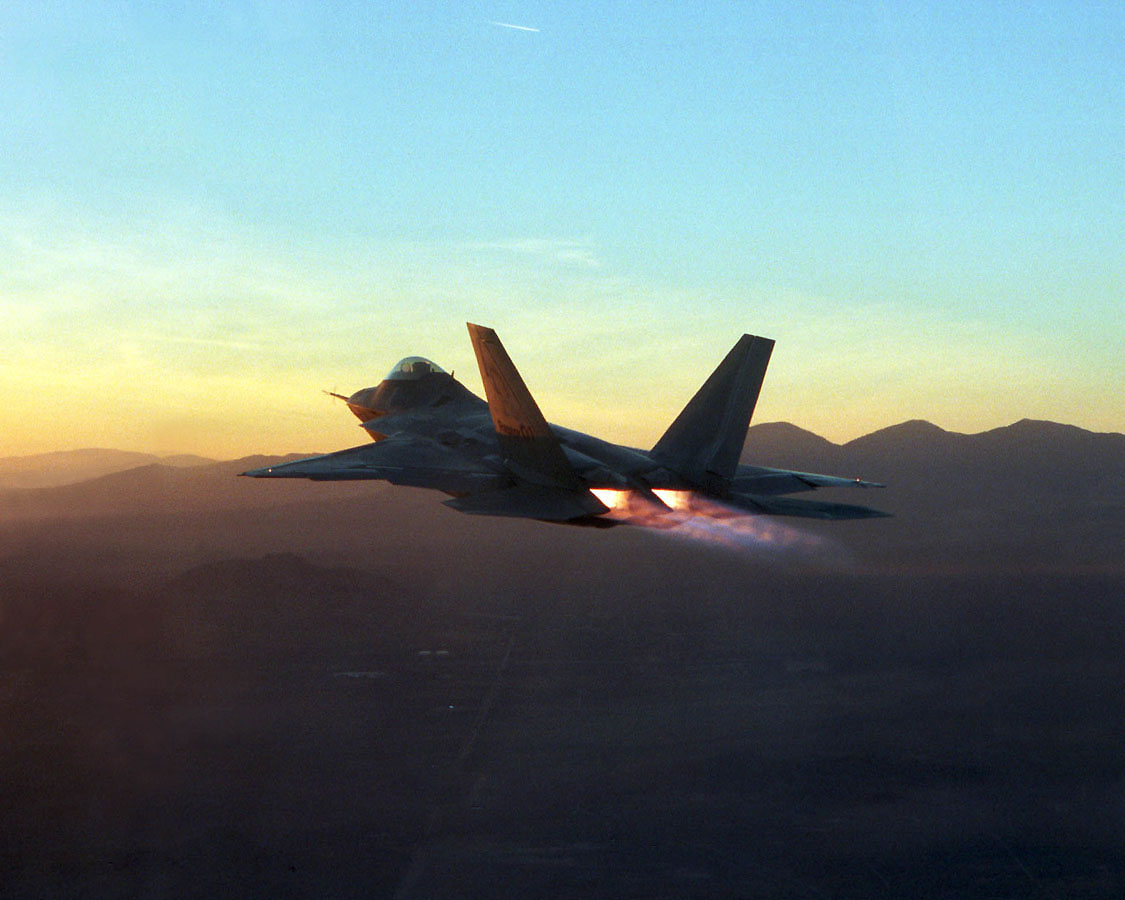
F-22 Raptor à pleine post-combustion.

Le génie aéronautique ou ingénierie aéronautique est une branche de l'ingénierie qui s'occupe du développement de l'espace aérien, de la conception des aéroports, des technologies de navigation aérienne et de la planification des aérodromes. Il implique également la formulation de politiques publiques, de réglementations, de lois aéronautiques concernant l'espace aérien, les compagnies aériennes, les aéroports, les aérodromes et la conduite d'accords de services aériens par voie de traité.
Cette branche de l'ingénierie est distincte de l'ingénierie aérospatiale qui traite du développement des véhicules spatiaux et des installations terrestres associées